# Spirorbis articulatus
Spirorbis articulatus är en ringmaskart som beskrevs av Lommerzheim 1979. Spirorbis articulatus ingår i släktet Spirorbis och familjen Serpulidae. Inga underarter finns listade i Catalogue of Life.